# Sympycnus tenuipes
Sympycnus tenuipes är en tvåvingeart som beskrevs av Becker 1919. Sympycnus tenuipes ingår i släktet Sympycnus och familjen styltflugor.
Artens utbredningsområde är Ecuador. Inga underarter finns listade i Catalogue of Life.